# 胡峪乡
胡峪乡，是中华人民共和国山西省忻州市代县下辖的一个乡镇级行政单位。2021年5月，撤销胡峪乡，整建制并入枣林镇。

## 行政区划
胡峪乡下辖以下地区：
胡峪村、望台村、长畛村、盆窑村、天轿坡村、郜车坪村、巡检司村、赤岸村、杨庄村、大坪岭村、枣园村、庵上村、马圈沟村、刘家沟村、麻地口村、分水岭村、蔡地沟村、红花布村、东梁村、黄花梁村、了缘寺村、保安庄村、长城村、酸刺沟村、碾子沟村、大寨村、西红土村、张山沟村和蛟口村。